# Tekken Hybrid
Tekken Hybrid è un videogioco picchiaduro per PlayStation 3 pubblicato il 25 novembre 2011 in Europa da Namco Bandai.
Il videogioco contiene in un unico Blu-ray i giochi Tekken Tag Tournament rimasterizzato in HD e Tekken Tag Tournament 2 Prologue (demo), nonché il film in CGI Tekken: Blood Vengeance, quest'ultimo visualizzabile anche sui normali lettori Blu-ray.

## Accoglienza
Antonio Loparco di PlayStation Zone diede al gioco un 7, affermando che il pacchetto Tekken Hybrid rappresentava un tentativo di Namco di "riscaldare una minestra" con i propri successi e di proporre un "buffet" di cui però il recensore dubitava che qualcuno che non fosse stato un grande appassionato della serie oppure un collezionista avrebbe voluto cibarsene senza rimanere deluso e pentito della propria scelta d'acquisto. Loparco consigliò ai fan più avidi di recuperare la Limited Edition, per potersi godere anche dei contenuti aggiuntivi di cui sembrava necessitare l'edizione normale. Il gioco si rivelava un rimorso probabilmente garantito per chi voleva o avvicinarsi per la prima volta a Tekken o avere un'emozione in più scaturita dal film realizzato appositamente per l'offerta. Concluse la recensione affermando "un ritorno al passato dove si rischia di incappare in qualche potenziale buca del futuro".